# Рехенберг-Биненмюле
Рехенберг-Биненмюле (нем. Rechenberg-Bienenmühle) — община (коммуна) в Германии, в земле Саксония. Входит в состав района Средняя Саксония. Население составляет 2041 человек (на 31 декабря 2013 года). Занимает площадь 52,49 км².
В XIX веке Рехенберг и Биненмюле были двумя отдельными населёнными пунктами. 1 января 1925 года они были объединены под названием Рехенберг-Биненмюле. 1994 году к общине присоединились населённые пункты Клаусниц и Хольцхау.

## Достопримечательности
- Неоготическая лютеранская церковь, построенная в 1899—1901 годах.
- Руины крепости Рехенберг.